# Titanic (musical)
Titanic is een musical die voor het eerst op 23 april 1997 op Broadway was te zien en daar 800 voorstellingen liep. Ook daar was Joop van den Ende een van de producenten, waardoor het voor hem makkelijker was om deze show later naar Nederland te halen. De Nederlandse première vond plaats op 22 september 2001 in het Koninklijk Theater Carré en was daarna in nog twaalf andere theaters in Nederland te zien. 

## Verhaal
Waar in de gelijknamige film het verhaal van de passagiers wordt verteld door in te zoomen op Leonardo DiCaprio en Kate Winslet als hoofdpersonages, is in de musical maar één hoofdpersoon: en dat is het schip RMS Titanic zelf.
Het schip is de hoofdpersoon en alle personages zijn feitelijk bijrollen die de tragische geschiedenis van het schip moeten vertellen: de Titanic verliet op 10 april 1912 voor haar allereerste reis de haven van Southampton met als doel om in New York aan te komen, maar zou onderweg een aanvaring met een ijsberg krijgen en zinken. Aan boord waren 1301 passagiers en 941 bemanningsleden, waarvan het overgrote deel zou omkomen omdat er te weinig reddingssloepen waren. Het schip had namelijk de reputatie om onzinkbaar te zijn, dus daar kon wel op bezuinigd worden.
Het verhaal van de Titanic wordt verteld via de eigenaar van het schip die probeert een nieuw record te vestigen, de scheepsbouwer die weet dat het schip een té grote snelheid niet aankan, de kapitein die van zijn allerlaatste reis een zeer bijzondere wil maken, de stoker die weet dat het schip veel te snel vaart om het te kunnen blijven houden, de marconist die in blinde paniek andere schepen probeert te alarmeren, de man in het kraaiennest die de ijsberg veel te laat ziet en drie Ierse meisjes die het plan hebben opgevat om naar Amerika te emigreren in de hoop daar een beter leven te kunnen opbouwen. Tegelijkertijd gaat het over het standenverschil dat in de jaren 10 van de twintigste eeuw nog in grote mate bestond: de rijkste passagiers uit de eerste klasse die uiteindelijk de grootste kans kregen om als eerste een sloep te bemachtigen, de middenstanders uit de tweede klasse voor wie dat al veel lastiger was en de arbeiders/emigranten uit de derde klasse – letterlijk in de onderste laag van het schip – die werden opgesloten om te voorkomen dat ze eventueel een van de reddingssloepen zouden kunnen bereiken.

## Samenvatting van recensies
Waarschijnlijk omdat de film en de musical in bijna dezelfde periode uitkwamen en allebei een behoorlijk indruk maakten, waren er duidelijke voorstanders en tegenstanders van of de film of de musical. Het verwijt van degenen die de film de voorkeur geven boven de musical is dat er eigenlijk geen personages voldoende zijn uitgewerkt om je als publiek mee te kunnen identificeren. De makers van de musical hebben duidelijk gekozen om het het schip de hoofdpersoon te laten zijn en niet een (of enkele) van de opvarenden. Met 1301 passagiers aan boord verdeeld over drie maatschappelijke klassen lijkt dit een logische keuze.
Dit had helaas wel tot gevolg dat het begin van de musical – de proloog – eigenlijk het meest dramatische moment van de voorstelling was. Rechts in het toneelbeeld zien we een klein stukje van het schip en van links komen alle passagiers en bemanningsleden op om in te schepen. Als aan het einde van de opening iedereen op het toneel is komt iedereen – individueel – tot de conclusie dat deze reis zeer de moeite waard is om mee te maken omdat het niet alleen de geschiedenis zal veranderen, maar ook hun eigen leven.

## Nederlandse cast

### Rolverdeling
| Rol                                                                                                 | Acteur/actrice 2001-2002 (Joop van den Ende Theaterproducties) | Acteur/actrice 2021-2022 (De Graaf & Cornelissen Entertainment) |
| Bemanning Titanic                                                                                   | Bemanning Titanic                                              | Bemanning Titanic                                               |
| --------------------------------------------------------------------------------------------------- | -------------------------------------------------------------- | --------------------------------------------------------------- |
| Kapitein E.J. Smith                                                                                 | Bert Simhoffer, Bob van Tol*                                   | Richard Spijkers                                                |
| understudy                                                                                          | Timo Bakker                                                    | Rolf Koster                                                     |
| Frederick Barret (stoker)                                                                           | Danny de Munk                                                  | Brecht van Arnhem                                               |
| alternate                                                                                           | Rolf Koster                                                    | -                                                               |
| understudy                                                                                          | Paul Donkers                                                   | Sjoerd Oomen                                                    |
| Harold Bride (marconist)                                                                            | Dick Cohen, Barend van Zon*                                    | David van den Tempel                                            |
| understudy                                                                                          | Barend van Zon, ?                                              | Victor Marinus                                                  |
| Henry Etches (1e klas hofmeester)                                                                   | Jon van Eerd                                                   | Dennis Willekens                                                |
| understudy                                                                                          | Sander Bosman                                                  | Sjoerd Oomen                                                    |
| Frederick Fleet (uitkijk)                                                                           | Barend van Zon, Ron Barents*                                   | Jordy van Loon                                                  |
| understudy                                                                                          | Ron Barents, ?                                                 | Victor Marinus, Pepijn van Bokhoven                             |
| Wallace Hartley (orkestleider) & Mr. Bell (2001/2002) Wallace Hartley/ Piccolo/ Carlson (2021/2022) | Benno Hoogveld, Christophe Haddad*                             | Martijn Vogel                                                   |
| understudy                                                                                          | Sander Bosman                                                  | Victor Marinus                                                  |
| William Murdoch (1e officier)                                                                       | Jeroen van Delft                                               | Mark Roy Luykx                                                  |
| understudy                                                                                          | Robbert Besselaar, Willem Alink                                | Sjoerd Oomen                                                    |
| Charles Lightoller (2e officier)                                                                    | Willem Alink                                                   | Rolf Koster                                                     |
| understudy                                                                                          | ?                                                              | Victor Marinus                                                  |
| Herbert Pitman (3e officier)                                                                        | Paul Donkers                                                   | Dennis Willekens                                                |
| Majoor                                                                                              | Paul Donkers                                                   | -                                                               |
| Robert Hichens (kwartiermeester)                                                                    | Rinze Wolters, Peter Ravensberg*                               | -                                                               |
| Joseph Boxhall (4e officier) & Mr. Rogers                                                           | Johan Sips                                                     | Pepijn van Bokhoven                                             |
| understudy                                                                                          | ?                                                              | Adrian Ammerlaan                                                |
| Andrew Latimer (steward)                                                                            | Sander Bosman                                                  | Alexander Boone                                                 |
| understudy                                                                                          | ?                                                              | Pepijn van Bokhoven                                             |
| Bellboy                                                                                             | Rutger Bulsing, Erwin Aarts*, Rinze Wolters*                   | -                                                               |
| Stewart & DaMico                                                                                    | Patrick Kiens                                                  | -                                                               |
| understudy                                                                                          | Norman van Huut                                                | -                                                               |
| Stewardess / DaMico                                                                                 | Vannessa Timmermans                                            | -                                                               |
| understudy                                                                                          | Annemieke van der Ploeg, Suzanne Heijne*                       | -                                                               |
| Eersteklaspassagiers                                                                                |                                                                |                                                                 |
| Thomas Andrews (ontwerper)                                                                          | Tony Neef                                                      | René van Kooten                                                 |
| understudy                                                                                          | Robbert Besselaar, Willem Alink                                | Pepijn van Bokhoven                                             |
| Bruce Ismay (eigenaar Titanic)                                                                      | Hugo Haenen, Marc Krone*                                       | Marijn Brouwers                                                 |
| understudy                                                                                          | Jeroen van Delft                                               | Rolf Koster                                                     |
| Isidor Straus                                                                                       | Dick Schaar                                                    | Han Oldigs                                                      |
| understudy                                                                                          | Rolf van Rijsbergen                                            | Rolf Koster, Dennis Willekens                                   |
| Ida Straus                                                                                          | Marloes van den Heuvel, Gea Gijsbertsen*                       | Mariska van Kolck                                               |
| understudy                                                                                          | Casey Francisco, Gina de Laat                                  | Melise de Winter (niet gespeeld)                                |
| John Jacob Astor                                                                                    | Jochem Feste Roozemond, Jorge Verkroost*                       | Rolf Koster                                                     |
| understudy                                                                                          | ?                                                              | Victor Marinus                                                  |
| Madeleine Astor                                                                                     | Mischa Verwoert                                                | Juliëtte van Tongeren                                           |
| understudy                                                                                          | ?                                                              | Marnel de Rooij                                                 |
| Benjamin Guggenheim                                                                                 | Timo Bakker, Marcel Smid*                                      | Brecht van Arnhem                                               |
| understudy                                                                                          | ?                                                              | Sjoerd Oomen                                                    |
| Madame Aubert                                                                                       | Casey Francisco                                                | Julia Berendse                                                  |
| understudy                                                                                          | ?                                                              | Juliëtte van Tongeren                                           |
| George Widener                                                                                      | Sebastiano Zafarana                                            | Jordy van Loon                                                  |
| understudy                                                                                          | ?                                                              | Victor Marinus                                                  |
| Eleanor Widener                                                                                     | Isabella Scholte                                               | Eva van Kalsbeek                                                |
| understudy                                                                                          | ?                                                              | Sophie van Lent                                                 |
| John B. Thayer                                                                                      | Ron Barents, Ron ten Haaf*                                     | Sjoerd Oomen                                                    |
| understudy                                                                                          | ?                                                              | Adrian Ammerlaan                                                |
| Marion Thayer                                                                                       | Annemieke van der Ploeg, Christa Hobo*                         | Sophie van Lent                                                 |
| understudy                                                                                          | ?                                                              | Marnel de Rooij                                                 |
| Jack Thayer                                                                                         | enige kindrol, wisselende bezetting                            | -                                                               |
| Charlotte Drake-Cardoza                                                                             | Corine van Opstal, Suzanne Heijne*                             | Melise de Winter                                                |
| understudy                                                                                          | ?                                                              | Sophie van Lent                                                 |
| Tweedeklaspassagiers                                                                                |                                                                |                                                                 |
| Alice Beane                                                                                         | Annick Boer                                                    | Wieneke Remmers                                                 |
| understudy                                                                                          | Annemieke van der Ploeg, Gina de Laat                          | Melise de Winter                                                |
| Edgar Beane                                                                                         | Istvan Hitzelberger, Rob ten Haaf                              | Marcel Visscher                                                 |
| understudy                                                                                          | Sebastiano Zafarana, Rolf van Rijsbergen, Rob ten Haaf         | Sjoerd Oomen                                                    |
| Charles Clarke                                                                                      | Robbert Besselaar                                              | Martijn van Voskuijlen                                          |
| understudy                                                                                          | ?                                                              | Pepijn van Bokhoven                                             |
| Caroline Neville                                                                                    | Karina Mertens                                                 | Julia Berendse                                                  |
| understudy                                                                                          | ?                                                              | Juliëtte van Tongeren                                           |
| Derdeklaspassagiers                                                                                 |                                                                |                                                                 |
| Kate McGowan                                                                                        | Céline Purcell, Janine Kitzen*                                 | Linda Verstraten                                                |
| understudy                                                                                          | Kristel Klaassen, Simone Escherisch                            | Sophie van Lent                                                 |
| Jim Farrell                                                                                         | Hans Lemmen                                                    | Alexander Boone                                                 |
| understudy                                                                                          | ?                                                              | Pepijn van Bokhoven                                             |
| Kate Murphy                                                                                         | Simone Escherich, Saskia Schafer*                              | Eva van Kalsbeek                                                |
| understudy                                                                                          | Casey Francisco                                                | Sophie van Lent                                                 |
| Kate Mullins                                                                                        | Kristel Klaasen, Casey Francisco*                              | Juliëtte van Tongeren                                           |
| understudy                                                                                          | Casey Francisco, Gina de Laat                                  | Marnel de Rooij                                                 |

 *Deze acteurs namen in de loop van de speelperiode desbetreffende rol over.

  De kleinere rollen hebben niet allemaal een vaste understudy. De swings namen deze rol(len) dan over of andere leden van het ensemble (kleinere rollen) schoven dan door.

## Vlaamse Versie
In augustus 2019 bracht Festivaria de musical als een openluchtproductie op het Donkmeer in Berlare. Regie was in handen van Tijl Dauwe.

### Rolverdeling
| Rol                 | Acteur              |
| ------------------- | ------------------- |
| Kapitein E.J. Smith | Ivan Pecnik         |
| J.Bruce Ismay       | Peter Bulckaen      |
| Thomas Andrews      | Nordin De Moor      |
| Frederick Barett    | Michiel De Meyer    |
| Alice Bean          | Goele De Raedt      |
| Kate McGowan        | Line Ellegiers      |
| Jim Farrel          | Brecht Van Arnhem   |
| Kate Murphy         | Florence Van Laecke |
| Henry Etches        | Rik Coppetiers      |
| Wallage Hartley     | Hakan Quintelier    |
| Piccolo             | Remi De Smet        |
| Harold Bride        | Dorian Liveyns      |

### Ensemble
Milène Van der Aa, Frank Van Mossevelde, Julie De Borger, Maarten Persoons, Jef Coppetiers, Livia Vernimmen, Bob De Schutter, Rudi Suwyns, Hannes Van Wanzeele, Steven De Nijs, Annelies Buytaert, Bart De Poorter, Kristof Laureys, Bart Picavet, Jacques Van Avermaet, Geoffrey De Rycke, Arnout Van Weyenbergh, Koen Blancquaert, Anneliese Gysens, Oona Abbeel, Kaat Van Damme, Saartje Van Hauwermeiren, Senn Dauwe, Lorenzo De Clercq
'14-'18 · '40-'45 (België) · '40-'45 (Nederland) · De 3 Biggetjes · 3 Musketiers · Aida · Alice in Wonderland · A xXxmas Carola · Anatevka · Assepoester · Belle en het Beest · Billie Holiday · Bloedbroeders · The Bodyguard · Cabaret · Camelot · Cats · Chicago · Ciske de Rat · Cyrano de Bergerac · De Schone van Boskoop · Daens · Dirty Dancing · Doe Maar! · Domino · Doornroosje · Dracula · Drood · Elisabeth · Evita · Fame · De Finale · Flashdance · Foxtrot · Goodbye, Norma Jeane · Grease · Hair · High School Musical · De Jantjes · Jekyll & Hyde · Jersey Boys · Jesus Christ Superstar · Kadanza · De kleine zeemeermin · Koning van Katoren · Kruimeltje · Kuifje: De Zonnetempel · Kunt u mij de weg naar Hamelen vertellen, mijnheer? · The Last Five Years · Lelies · The Lion King · The Little Mermaid · Love Story · Lover of Loser · Mamma Mia! · De man van La Mancha · Mary Poppins · Les Misérables · Miss Saigon · Muerto! · De Muze van Rubens · My Fair Lady · On Your Feet! · Op hoop van Zegen · Oorlogswinter · The Passion · Pauline & Paulette · The Phantom of the Opera · Pinokkio · Red Star Line · Rembrandt · Robin Hood · Romeo en Julia, van Haat tot Liefde · De Rozenoorlog · Shhh...it happens! · Shrek · Soldaat van Oranje · Spring Awakening · De sprookjesmusical Klaas Vaak · Sneeuwwitje · The Sound of Music · Tarzan · Titanic · Turks fruit · Urinetown · De Vliegende Hollander · Wat Zien Ik?! · Wicked · The Wild Party · The Wiz · Wickie de viking de musical
    Portaal Musical